# Mubadala World Tennis Championship
O Mubadala World Tennis Championship (Campeonato Mundial de Tênis de Mubadala), também conhecido como Capitala World Tennis Championship é um torneio de exibição profissional em simples, disputado em piso rápido aberto. É realizado anualmente, entre os meses de dezembro e janeiro, no Abu Dhabi International Tennis Complex, Abu Dhabi, Emirados Árabes Unidos, desde 2009.
É considerado uma espécie de torneio-preparatório, pois faz parte da pré-temporada dos tenistas profissionais.
Em 2011 e 2016, o torneio teve 2 edições, uma em Janeiro e a outra em Dezembro. Já nas outros anos, o torneio teve apenas uma única edição.

## Finais anteriores

### Simples masculino
| Ano/Data   | Campeão                                                     | Vice-Campeão                                                | Placar da Final                                             |
| ---------- | ----------------------------------------------------------- | ----------------------------------------------------------- | ----------------------------------------------------------- |
| 2009 (Jan) | Andy Murray                                                 | Rafael Nadal                                                | 6–4, 5–7, 6–3                                               |
| 2010 (Jan) | Rafael Nadal                                                | Robin Söderling                                             | 7–6(7–3), 7–5                                               |
| 2011 (Jan) | Rafael Nadal (2)                                            | Roger Federer                                               | 7–6(7–4), 7–6(7–3)                                          |
| 2011 (Dez) | Novak Djokovic                                              | David Ferrer                                                | 6-2, 6-1                                                    |
| 2012 (Dez) | Novak Djokovic (2)                                          | Nicolas Almagro                                             | 6–7(4–7), 6–3, 6–4                                          |
| 2013 (Dez) | Novak Djokovic (3)                                          | David Ferrer                                                | 7-5, 6-2                                                    |
| 2015 (Jan) | Andy Murray (2)                                             | Novak Djokovic                                              | W.O.                                                        |
| 2016 (Jan) | Rafael Nadal (3)                                            | Milos Raonic                                                | 7–6(7–2), 6–3                                               |
| 2016 (Dez) | Rafael Nadal (4)                                            | David Goffin                                                | 6–4, 7–6(7–5)                                               |
| 2017 (Dez) | Kevin Anderson                                              | Roberto Bautista Agut                                       | 6–4, 7–6(7–0)                                               |
| 2018 (Dez) | Novak Djokovic (4)                                          | Kevin Anderson                                              | 4–6, 7–5, 7–5                                               |
| 2019 (Dez) | Rafael Nadal (5)                                            | Stefanos Tsitsipas                                          | 6–7(3–7), 7–5, 7–6(7–3)                                     |
| 2020 (Dez) | Torneio não realizado em 2020 devido à pandemia de COVID-19 | Torneio não realizado em 2020 devido à pandemia de COVID-19 | Torneio não realizado em 2020 devido à pandemia de COVID-19 |
| 2021       | Andrey Rublev                                               | Andy Murray                                                 | 6–4, 7–6(7–2)                                               |
| 2022       | Stefanos Tsitsipas                                          | Andrey Rublev                                               | 6–2, 4–6, 6–2                                               |

### Simples feminina
| Ano/Data   | Campeã                                                      | Vice-Campeã                                                 | Placar da Final                                             |
| ---------- | ----------------------------------------------------------- | ----------------------------------------------------------- | ----------------------------------------------------------- |
| 2017 (Dez) | Jeļena Ostapenko                                            | Serena Williams                                             | 6–2, 3–6, [10–5]                                            |
| 2018 (Dez) | Venus Williams                                              | Serena Williams                                             | 4–6, 6–3, [10–8]                                            |
| 2019 (Dez) | Maria Sharapova                                             | Ajla Tomljanović                                            | 6–4, 7–5                                                    |
| 2020 (Dez) | Torneio não realizado em 2020 devido à pandemia de COVID-19 | Torneio não realizado em 2020 devido à pandemia de COVID-19 | Torneio não realizado em 2020 devido à pandemia de COVID-19 |
| 2021 (Dez) | Ons Jabeur                                                  | Belinda Bencic                                              | 4–6, 6–3, [10–8]                                            |
| 2022 (Dez) | Ons Jabeur                                                  | Emma Raducanu                                               | 5–7, 6–3, [10–8]                                            |